# Groep van de Condroz
De Groep van de Condroz is een serie gesteentelagen in de ondergrond van België. Deze groep is genoemd naar de streek de Condroz en bestaat uit (siliciklastische) zandsteen, siltsteen en schalie uit het bovenste deel van het Devoon, het Famenniaan (ongeveer 370 tot 360 miljoen jaar oud). Wegens de grotere competentie ten opzichte van jongere en oudere lagen vormt de Groep van de Condroz langgerekte verhogingen in het landschap.

## Voorkomen en indeling
De Groep van de Condroz komt voor in de Synclinoria van Dinant en Namen, het Massief van de Vesder en het Venster van Theux. Lagen van vergelijkbare ouderdom zijn ook in de ondergrond van het Kempens Bekken aangetroffen, maar ontbreken geheel op het Massief van Brabant.
Ze bestaat in toenemende ouderdom (van top naar basis) uit de volgende formaties:
- Formatie van Évieux, zandsteenlagen in de top van het Famenniaan, gevormd rond of nabij de kust.
- Formatie van Beverire, gelijktijdig ontstaan met die van Évieux, maar verder zuidelijk in de provincie Luxemburg voorkomend, voornamelijk verder van de kust gevormde kalksteen.
- Formatie van Montfort, voornamelijk donkergrijze zandsteen, gevormd in een kust bestaande uit stranden, lagunes, wadden en barrière-eilanden.
- Formatie van Comblain-la-Tour, een afwisseling van mariene zandsteen en schalie. Deze formatie gaat lateraal over in de Formatie van Montfort.
- Formatie van Ciney, open mariene maar kustnabije siltsteen en zandsteen.
- Formatie van Souverain-Pré, kustnabije kalksteen met zandlagen.
- Formatie van Esneux, open mariene, maar kustnabije zand- en siltsteen.
- Formatie van Aye, gelijktijdig met de Formatie van Esneux gevormde schalie in het zuidwesten van het Synclinorium van Dinant.

De Groep van de Condroz vertegenwoordigt in België het bovenste (door zandsteen gedomineerde) deel van het Famenniaan. De grote competentie van deze lagen geeft de Condroz een hogere topografie. Ten zuiden van de Maas vormen de zandstenen een zone van uitstekende langgerekte ruggen in het landschap. Het onderste deel van het Famenne komt overeen met de Groep van de Famenne, waarin de schalies domineren, die makkelijker verweren.

## Geschiedenis
Reeds in het begin van de 19e eeuw viel de door zand- en siltsteen gekenmerkte opeenvolging van gesteentelagen in het bovenste Devoon van België op. Dumont (1830) noemde dit het "Condruzische kwarts-schalie-systeem"; d'Omalius d'Halloy en Gosselet hadden het over de "psammieten van de Condroz".
De eerste nauwkeurigere stratigrafische indeling was het pionierswerk van Michel Mourlon tussen 1875-1886 in de Ourthevallei, waar de lagen op hun dikst zijn en het onderscheid makkelijker te maken is.
De nauwkeurige kennis van de Belgische gesteentelagen heeft ertoe bijgedragen dat het tijdperk Famenniaan naar een Belgische locatie werd vernoemd.